# Giuseppe venduto dai fratelli (Lotto)
(Ovidio Le Metamorfosi)
La tarsia Giuseppe venduto dai fratelli fa parte delle tarsie del coro di Santa Maria Maggiore di Bergamo, ed è la quinta della parte del coro dedicato ai laici.  Il coperto che la protegge raffigura il ritratto dei due autori, Lorenzo Lotto che ne aveva realizzato il disegno, e Giovan Francesco Capoferri che lo aveva convertito nell'intaglio. La scelta di raffigurare la loro unione identificandoli nei due personaggi biblici Giuseppe e Ruben è un messaggio di fiducia che l'artista veneziano indica a conferma non solo al giovane Capoferri ma alla congregazione della Misericordia Maggiore.

## Storia
La congregazione della Misericordia Maggiore, che amministrava la basilica mariana, e che aveva deciso di completare il presbiterio con il coro, il 12 marzo 1524 affidò a Lorenzo Lotto la realizzazione dei disegni per le tarsie, che ebbero un percorso lungo e complesso.
Il progetto architettonico fu affidato a Bernardo Zenale e l'intarsio al giovane Giovan Francesco Capoferri che aveva lavorato alle tarsie del coro della chiesa di Santo Stefano realizzate con fra Damiano Zambelli, e conservate nella chiesa dei Santi Bartolomeo e Stefano. Il Capoferri fu coadiuvato dal falegname Giovanni Belli di Ponteranica. Le tarsie erano correlate da un coperto che doveva proteggerle, ma che con i disegni del Lotto divennero un elaborato e profondo messaggio da comprendere. Le tarsie, furono realizzate con la tecnica mista, che richiedeva l'uso di tasselli di legni differenti. Venivano successivamente dipinte e profilate per esaltarne il colore. La tarsia fu profilata da Ludovico da Mantova. Il Lotto, in segno di affermata fiducia. realizza una tarsia dedicata al suo giovane intarsiatore.
(Francesca Cortesi Bosco)

## Descrizione

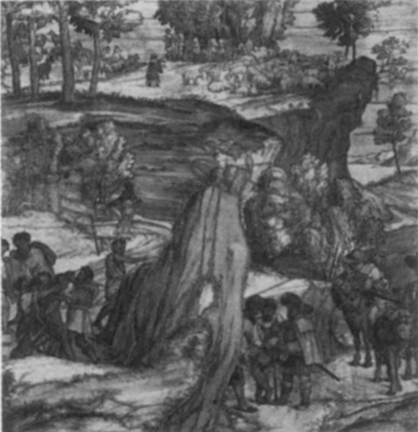
Giuseppe venduto dai fratelli

### La tarsia
La tarsia racconta i tre momenti differenti della storia di Giuseppe venduto ai mercanti dai fratelli, tratto dal Libro della Genesi, 37,50
Giuseppe, che era il figlio prediletto di Giacobbe, incontra i fratelli, che gelosi dell'affetto paterno, avevano progettato di ucciderlo. A sinistra, più avanzata, l'immagine di Giuseppe legato. La profilatura conduce l'osservatore a fissare lo sguardo sul fratello Ruben, il fratello buono, che non condivide la volontà dei fratelli e chiede che, anziché ucciso, venisse posto in una cisterna vuota per poter essere venduto e averne quindi in cambio anche un guadagno.
La terza scena è la vendita di Giuseppe ai mercanti. 
I personaggi raffigurati in ricchi abiti Cinquecenteschi, resero la tarsi attuale ai suoi tempi, i cavalli da soma, i cappelli a larghe falde, e gli stivali ripiegati sotto il ginocchio, erano l'abbigliamento da viaggio dei marcanti veneziani. Lotto voleva indicare la vicinanza di una storia biblica a vicende che coinvolgevano le famiglie bergamasche.

### Il coperto
Il coperto che aveva la funzione di proteggere la tarsia, ha anche un messaggio riflessivo. Nella parte superiore sinistra il ritratto dei due esecutori, Lorenzo Lotto che si volge verso il giovane Capoferri raffigurato di profilo. La raffigurazione ha parti simili con i due personaggi rappresentati nella tarsia, potrebbe essere questa un doppio autoritratto. È questa però la sola immagine che abbiamo dell'intarsiatore e il Lotto ce lo raffigura nella finezza dei lineamenti e nella serietà della sua persona. Il Lotto curò particolarmente questo legame che voleva mantenere forte dando al racconto biblioco un riflessione particolarmente reale, legata forse alla sua storia personale.
A fianco la mano di un mercante che versa l'obolo della vendita rappresentato da un solo denaro. La parte centrale ha undici mani unite, pronte a ricevere il denaro, rappresenta l'unione dei fratelli nel non comprendere il male che stavano compiendo, uomini uniti e nell'unione confortati, contro il bene. Un filo unisce le loro mani all'agnello posto sulla parte inferiore del coperto, Lotto unisce l'immagine di Giuseppe a quella di Cristo, e al suo sacrificio per la salvezza del suo popolo.
La scritta FRATUM QUOQUE GRATIA RARA EST riprende un passo di Ovidio nelle Le Metamorfosi a testimonianza di quanto si difficile l'amore reciproco tra gli uomini pur fratelli. Questa frase fu scelta da Battista Suardi, come risulta da una lettera del 2 settembre 1524, anno in cui il pittore veneziano stava affrescando la Cappella Suardi dietro sua committenza.